# Тодор Хаджистанчев
Тодор Хаджистанчев Добрев (изписване до 1945 година: Тодоръ хажи Станчевъ) е български книжовник, театрален деец, ревюлюционер и общественик.

## Биография
Роден е на 9 март 1849 година в Русе в семейството на строителя хаджи Станчо Добрев. Има сестра Мариола – първата жена, която играе в театрална постановка и брат Димитър, който е лекар. Учи в класическа гимназия и семинария в Карловац (Австрия, 1863 – 1870). Сред основателите е на читалище „Зора“. Учителства в Русе (1870 – 1871) и в Никопол (до 1875), по-късно се връща в Русе. В Русе заедно основава певческо дружество, както и хора на катедралния храм.
Член е на Русенския революционен комитет с псевдоним „Богослов“. През 1876 година е осъден на смърт от Гюргевския БРЦК, но присъдата не е изпълнена. Хаджистанчев редактира списанията „Слава“ (1871 – 1873), „Училище“ (1871), „Читалище“ (1874), „Ръководител на основното учение“ (1874), вестнк „Славянин“ (1879 – 1887, 1889 – 1891, 1900 – 1903), сътрудничи на „Ступан“ и други. Организатор на Църковно-певческо дружество, към катедралния храм „Света Троица“, което поставя пиесите му в Русе. След Освобождението развива активна обществена и политическа дейност. Народен представител в Учредителното събрание по избор, на мястото на Тодор Икономов, след като последният се отказва от участие. Не подписва конституцията и е единственият, който официално подава оставка от УС. Привърженик на П. Каравелов, либерал. Избиран за депутат във II ОНС от Никополска и в III ВНС от Русенска избирателна околии.
Т. Хаджистанчев пише, превежда, побългарява (Молиер, Йован Стерия Попович, Кристоф Шмид и др.) и издава много педагогически, моралистични и пр. литературни произведения. Някои от произведенията му следват доста точно творби на Добри Войников и други негови съвременници. За своето време той е най-плодовития автор на пиеси – битово-нравоучителни драми и комедии, политически комедии, исторически пиеси със сюжети от второто българско царство и националноосвободителните борби, Освобождението, Сръбско-българската война. Драматургията му е много популярна и играна навремето.

## Памет
На името на Тодор Хаджистанчев има наречени улици в София (комплекс „Манастирски ливади“ Карта), Русе, Варна.

## Произведения
- Ружица от Елограда. Древно събитие. Огледало за родители и деца [от Хр. Шмид]. Превел Т. Х. Станчев. Русчюк: в книгопечятницата на Дунав. област, 1870.
- Назначение на жените според божията реч. Русчук, 1871.
- Полемика от славянский язик. (Отвън: Богословска наука). Издава Т.Х.Станчев. Русе в книгопечятницата на Дунавскта област, 1871.
- Правата цивилизация. Позорищна игра в едно действие. Русчюк в книгопечятницата на Дунавската област, 1871.
- Кардам Страшний. Драма историческа в четири действия от Т. Х. Станчев. Русчюк: в печятницата на Дунавската област, 1872.
- Анатема. Позорищна игра в едно действие от Т. Х. Станчев. Русчюк: в книгопечятницата на Дунавската област, 1872. (2 изд. 1789)
- Педагогически поучения за учители, родители и за сички приятели на народното образование. Първа книжка. Русчук, 1873. (2 изд. 1781)
- Юстина. Драма в три действия с пролог и песни от Т. Х. Станчев. Русчюк: в книгопечятницата на Дунавската област, 1871.
- Тълкувание на божествения и молитвен дом… Русе, 1872.
- Педагогика или основна наука за възпитание и наставление. Извод от теоретическата педагогика на Фридриха Дитеса. Издава Т. Х. Станчев. Русе: в печатницата на Дунавската област, 1873.
- Драндавела. Позорищна игра в едно действие от Т. х. Станчев. (Събитие из народния ни домашен живот в най-ново време). Русчюк, 1873.
- Нова мода. Позорищна игра в едно действие. Русчюк 1873.
- Неверна жена. Истинско събитие за пример на женския пол. Русчук, 1873 (2 изд. 1883).
- Педагогика или основна наука за възпитание и наставление. Извод от теоретическата педагогика на Фридриха Дитеса. Русе, 1873.
- Нова мода. Смешна позорищна игра в едно действие. 1873 (др. изд. 1875, 1883).
- Биконсфилд. Смешна позорищна игра в едно действие. Русчук, 1879 (2 изд. 1879, 3 изд. 1881).
- Гаази Осман Паша. Позорищна игра в две действия. Русчук, 1879 (др. изд. 1881).
- Стефан Караджа. Трагедия в пет действия из народния ни живот. Русчук, 1879 (др. изд. 1886, 1894, 1906, 1909).
- Шаран. Смешна позорищна игра в едно действие. Русчук, 1879 (2 изд. 1883).
- Сюлейман паша. (Разорителят на Стара Загора). Позорищна игра в две действия. Русчук, 1880 (2 изд. 1881).
- Христо Ботев. Трагедия в три действия (из народния ни живот). Русе, 1880.
- Цилиндър. Смешна позорищна игра в едно действие. Русчук, 1880.
- Борбите, страданията и успехите на българите (от 679 до 1882). Историческо списание. Русчук, 1881.
- Подписването на С. Стефанский договор. Позорищна игра в две действия. Русчук, 1881.
- Раковски. Драма в три действия. (Из народния живот). Русчук, 1881.
- Чорбаджия. Смешна позорищна игра в едно действие. (Из народния ни живот). Русчук, 1882 (2 изд. 1884).
- Невярна жена. Позорищна игра в четири действия. (Из народния ни живот). Русчук, 1883.
- Левски. Драма в четири действия. (Из народния ни живот). Русчук, 1885.
- Убийството на Максимилияна. Трагедия в три действия. Русчук, 1885.
- Милан – сръбский крал. позорищна игра в едно действие. Русе, 1886.
- Превземането на Пирот от българските войски (на 14 и 15 ноември 1885). Трагедия в четири действия. Рус, 1886.
- Сръбско-българската война. (Обявена от Сърбия на 2 ноември 1885). Русе, 1888.
- Дай Петко. позорищна игра в едно действие. Русе, 1888 (др. изд. 1895, 1902).
- Какви бяхме, а какви сме сега? Из народния живот. Русе, 1889.
- Ружица. Трагедия в пет действия. Русе, 1889.
- Мемиш паша. Роман на съвременния ни живот. Русе, 1898.